# Фрибурский собор
Собор Святого Николая — католический кафедральный собор в городе Фрибур, Швейцарская Конфедерация; посвящён святому Николаю Мирликийскому. Собор, расположенный в северо-западной части старого города, является ярким образцом поздней пламенеющей готики, архитектурной доминантой средневекового центра, достопримечательностью, неизменно привлекающей туристов.
Первая романская часовня на высоком скалистом берегу реки Зане была основана в 1157 году. Строительство современного собора началось в 1283 году и было завершено в несколько этапов к 1490 году.
Трёхпролётный собор с высоким центральным нефом построен из местного песчаника и отличается богатством и разнообразием декоративных элементов. Главный портал собора, обращённый к западу, украшен резным тимпаном XIV века, изображающим сцену Страшного Суда; статуями святого Николая, двенадцати апостолов, Богоматери с младенцем, выполненными с оригиналов XV века. Башня собора высотой 76 метров не имеет шпиля, на ней висят 13 колоколов XIV—XVIII веков, являющихся сегодня самыми старыми колоколами в Швейцарии. C башни, на которую можно подняться по винтовой лестнице, преодолев 368 ступеней, открывается красивый панорамный вид на город и предгорье Альп.
В интерьере собора привлекает внимание алтарь, украшенный деревянными фигурами Благовещения и Обручения Пресвятой Богородицы. Алтарь ограждён готической кованой решёткой. Сохранилась богатая внутренняя отделка: скамьи XV века с резными фигурами пророков и апостолов, купель 1498 года, готическое кресло в алтарной части. В боковой капелле расположена многофигурная скульптура «Положение во гроб» 1433 года. В соборе находится самая большая усыпальница в Швейцарии.
Собор во Фрибуре знаменит своими витражами, относящимися к двум эпохам. Над боковыми порталами мы увидим витражи XV века художника Ульриха Вагнера из Мюнхена в стиле ренессанса, изображающие сцены Распятия Христова и образы апостолов. Витражи начала XX века в стиле ар-нуво польского художника Юзефа Мехоффера привлекают внимание необычным сочетанием пурпурного и голубого цветов. Большой орган собора, созданный в 1824—1834 годах Алоизом Мозером, помнит пальцы Ференца Листа и Антона Брукнера.
Ввиду того, что рыхлый песчаник, из которого построен собор, является материалом крайне чувствительным к загрязнению атмосферы (в том числе выхлопными газами), в настоящее время состояние собора требует постоянного мониторинга и осуществления консервационных и реставрационных работ.

## Галерея

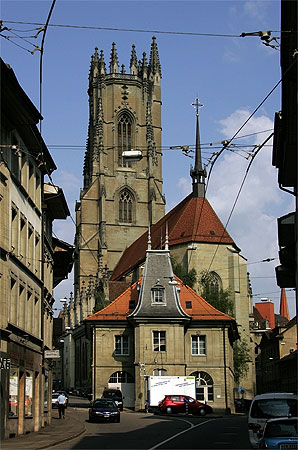
Вид на собор
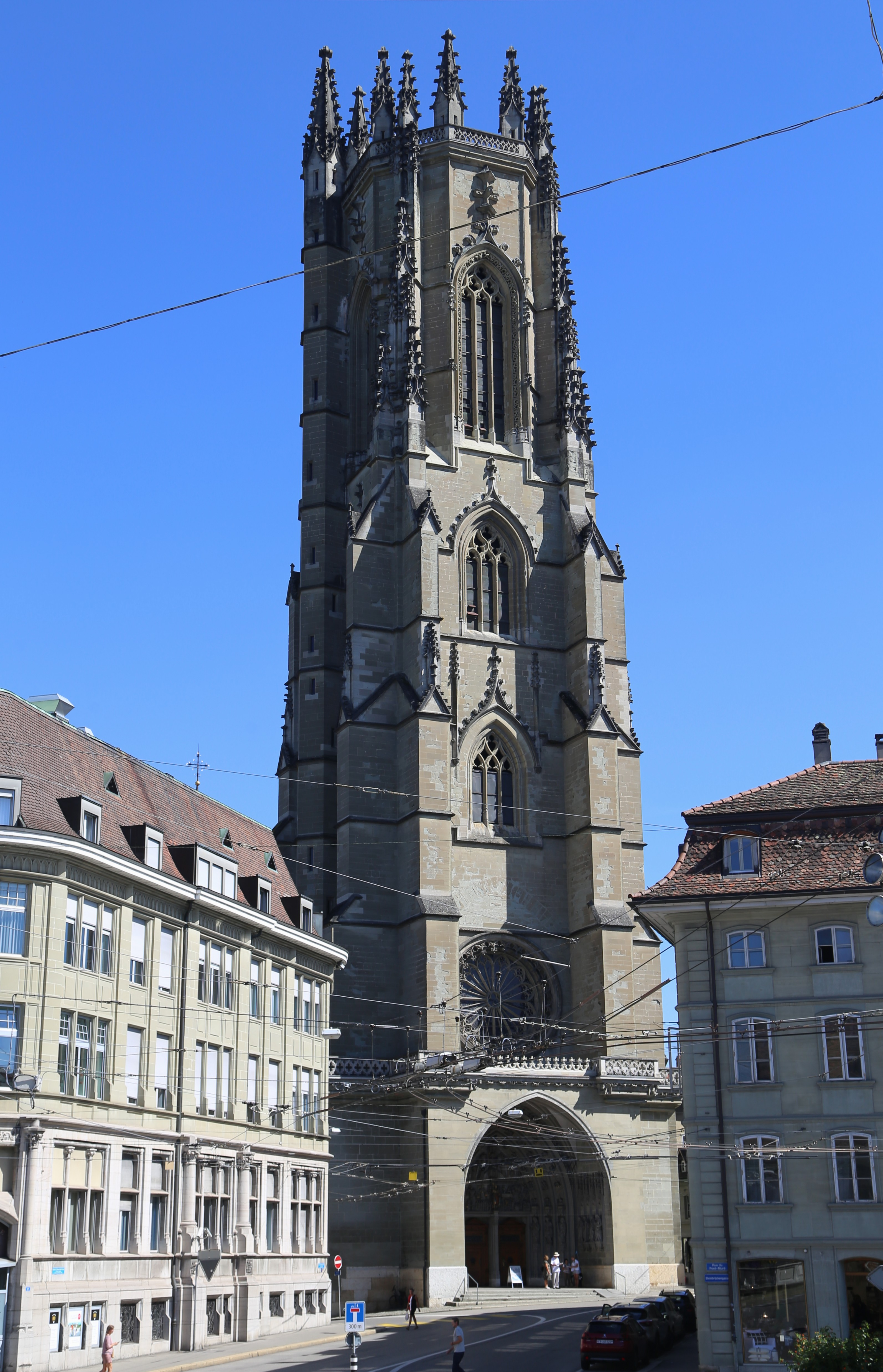
Башня собора
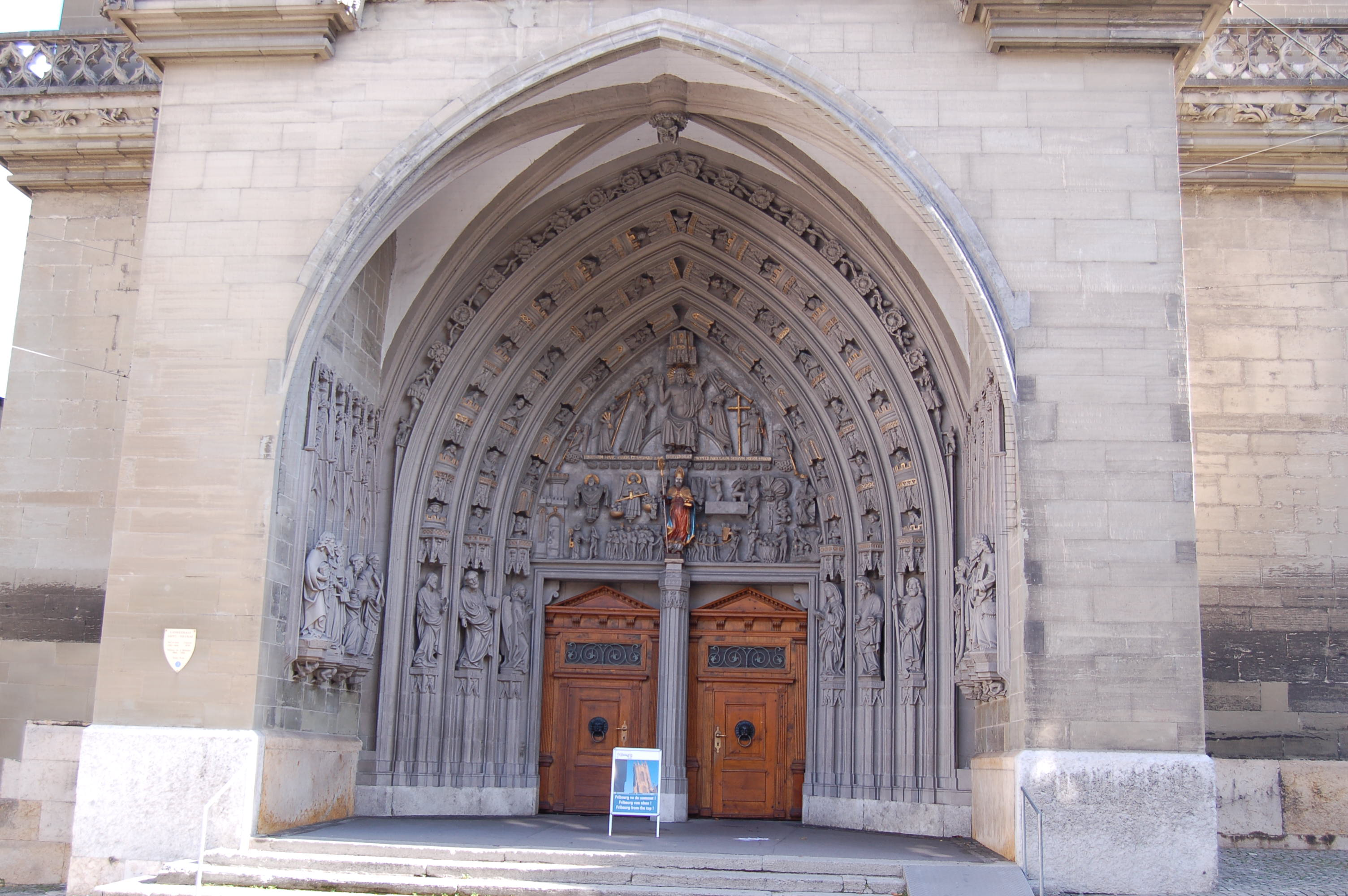
Главный портал собора
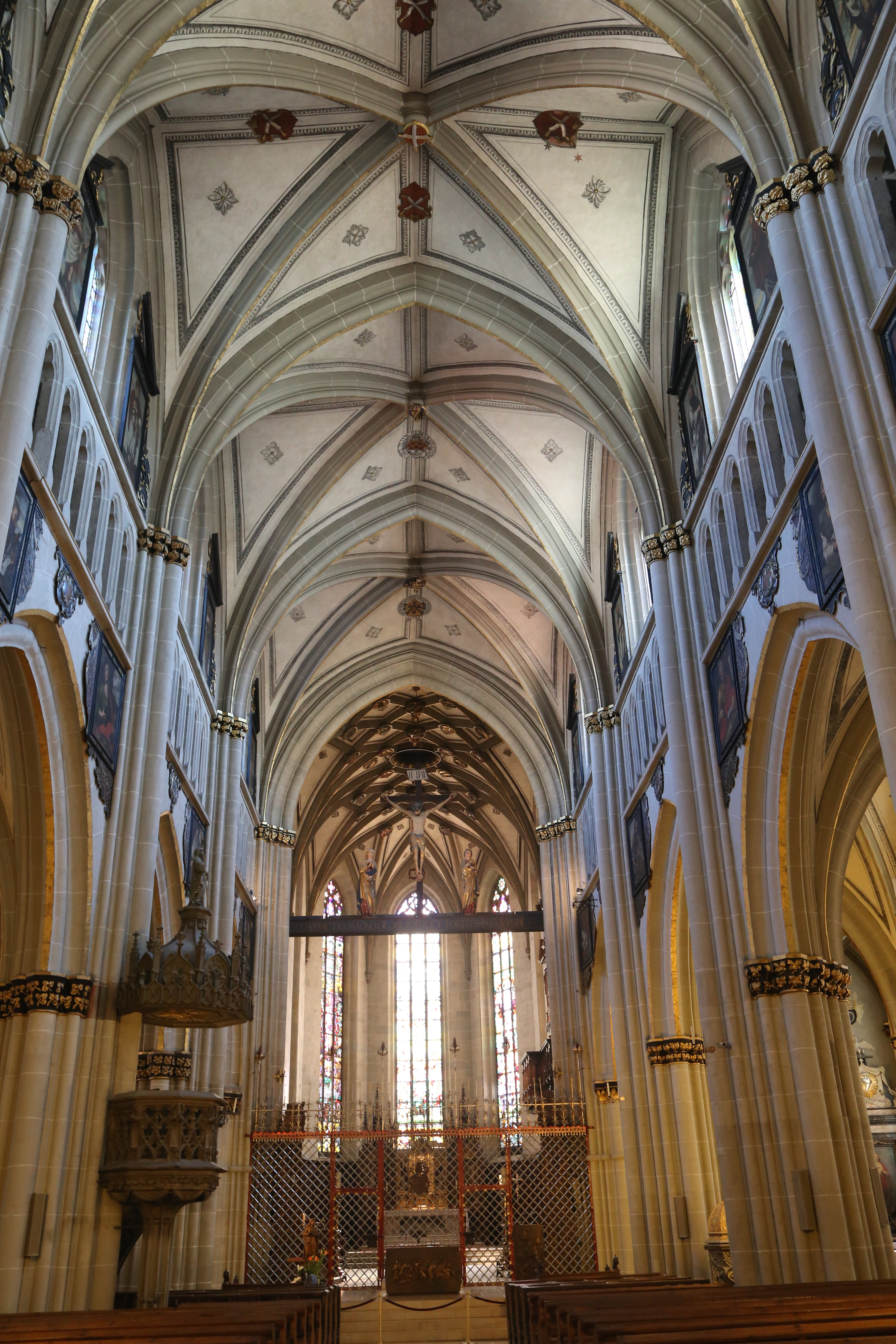
Интерьер собора
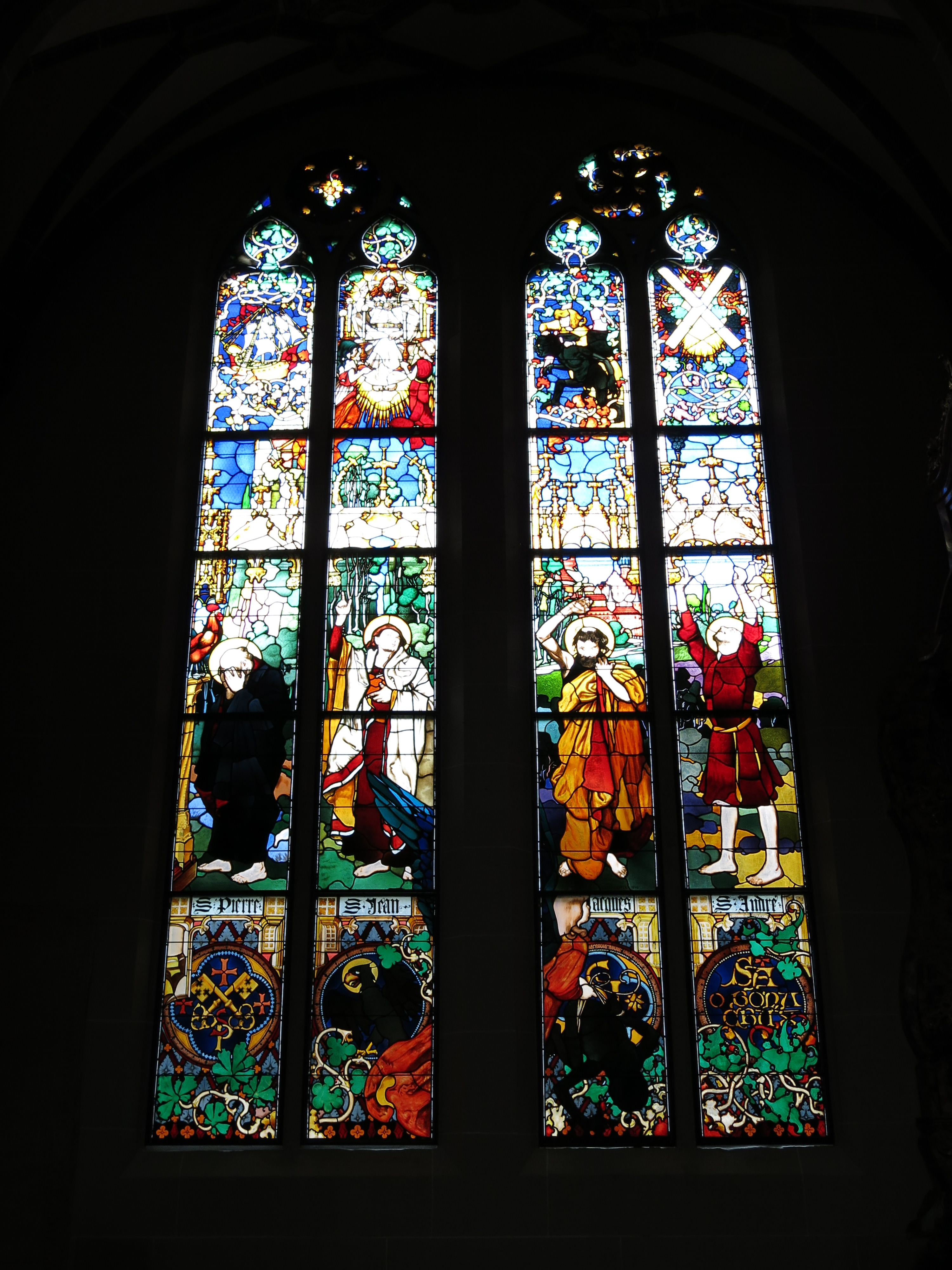
Витражи собора